# Viafin Service

Viafin Service Oyj est une société spécialisée dans les services de maintenance industrielle en Finlande.

## Présentation
La société a démarré ses activités en 2008. Elle installe, entretient et répare la tuyauterie et l'équipement dans les industries de la pâte, du carton, de l'énergie, des produits chimiques et des métaux.
Viafin Service Oyj est cotée à la Bourse d'Helsinki depuis 20 novembre 2018.
Au début 2019, Viafin Service a acquis la filiale Gasum Tekniikka de Gasum.
Gasum Tekniikka conçoit, construit et entretient des systèmes de gaz naturel.

## Actionnaires
Au début février 2020 , les dix principaux actionnaires de Viafin Service sont:
| Actionnaire                              | Part    |
| ---------------------------------------- | ------- |
| Viafin Oy                                | 29,71 % |
| Investissement industriel de Finlande    | 7,87 %  |
| Skillhouse Oy                            | 5,48%   |
| Luhtala Kari Pekka                       | 4,58%   |
| MSK Group Oy                             | 3,61 %  |
| Takoa Invest                             | 3,49 %  |
| Keskinäinen työeläkevakuutusyhtiö Varma  | 3,31 %  |
| Keskinäinen Eläkevakuutusyhtiö Ilmarinen | 3,15 %  |
| Baj Oy                                   | 3,01 %  |
| VPP Management Oy                        | 3,00 %  |